# Esmeralda Pinzón
Esmeralda Pinzón (Rioblanco, 6 de septiembre de 1981) es una actriz colombiana.

## Carrera
Comenzó su carrera en la Escuela del Teatro Libre de Bogotá y luego pasó a la Casa del Teatro Nacional, donde empezó a actuar en numerosas obras. Además, hizo su debut en las telenovelas concretamente La Tormenta donde interpretó a Tibisay, compartiendo créditos con Natalia Streignard y Christian Meier. 
Un año más tarde concretamente el año 2006 participó en la telenovela La hija del mariachi, donde interpretó a Lourdes, al lado de Carolina Ramírez y Mark Tacher. En el año 2008 participó en las telenovelas La traición y Doña Bárbara, donde interpretó a Federica Pernalete, al lado de Edith González y nuevamente con Christian Meier. En 2011, participó en la telenovela 3 milagros dando vida a Maritza. 
Además, ha estado trabajando interpretando a diferentes personajes en varias películas.

## Filmografía

### Televisión
- Entre sombras (2022)
- Enfermeras (2021)
- Emma Reyes: La huella de la infancia (2021) — Sor María[2]
- El general Naranjo (2019) — Yesenia
- La gloria de Lucho (2019)
- Ingobernable (2018) — Castillo
- Sin senos si hay paraíso 2 (2017) — Sandra
- Sobreviviendo a Escobar, alias JJ (2017) — Lucy
- La ley del corazón (2017) — Magdalena de Fajardo
- Dr. Mata (2014) — Lorenza López
- Comando élite (2013) — Yolanda
- Alias el Mexicano (2013)
- La selección (2013) - Raquel "Raquelita"
- El man es Germán (2012) - Maruja
- 3 milagros (2011) — Maritza
- El Capo (2009) — Personaje Recurrente
- Doña Bárbara (2008) — Federica Alfonsina Pernalete
- La traición (2008) — Matilde
- La hija del mariachi (2006) — Lourdes
- La Tormenta (2005) — Tibisay

### Películas
- Lo peor de los deseos (2018) — Carmen
- La justa medida (2013)
- Silencio en el paraíso (2011)
- La milagrosa (2008) — Gallera
- Retratos en un mar de mentiras
- Sáquenme de aquí

### Teatro
- "El sueño de una noche de verano"
- "Las vacantes"
- "Entremeses"
- "Escenas de Chejov"
- "Terror y miseria del Tercer Reich"
- "Así que pasen cien años"